# HD 88595
HD 88595，又名BD-18 2870，SAO 155820、HR 4005，是一颗恒星，视星等为6.44，位于銀經258.87，銀緯29.82，其B1900.0坐标为赤經10h 7m 53.2s，赤緯-18° 29.82′ 22″。